# Elista (Russie)
Pour les articles homonymes, voir Elista.
Elista ou Élista (en russe : Элиста ; en kalmouk : Элст, Elst) est la capitale de la république de Kalmoukie, en Russie. Sa population s'élevait à 103 022 habitants en 2020.

## Géographie
Élista est située à 228 km au nord-est de Stavropol, à 294 km à l'ouest d'Astrakhan, à 363 km au sud-est de Rostov et à 1 148 km au sud-sud-est de Moscou.

## Histoire
Fondée en 1865, Élista a le statut de ville depuis 1930.
Élista fut le point extrême atteint par l'armée allemande pendant la Seconde Guerre mondiale. Les Allemands de la 16. Infanterie-Division (mot.) entrèrent dans la ville au mois d'août 1942. De nombreux Kalmouks furent incorporés dans l'armée allemande et envoyés sur le front occidental — en France — où les populations locales les assimilaient à des Chinois. L'Armée rouge reprit le contrôle de la ville le 31 décembre 1942. Le 28 décembre 1943, la population kalmouk de la ville fut déportée en Sibérie, au Kazakhstan et en Asie centrale sur ordre de Staline, sous l'accusation de collaboration avec les Allemands. Des Russes furent amenés pour repeupler la ville, dont le nom fut changé en Stepnoï (Степно́й) jusqu'en 1957, lorsque les survivants de la déportation furent autorisés à revenir.
De nombreuses compétitions d'échecs se sont déroulées à Élista, car Kirsan Ilioumjinov, président de la Kalmoukie de 1993 à 2010, est aussi président de la fédération internationale des échecs.

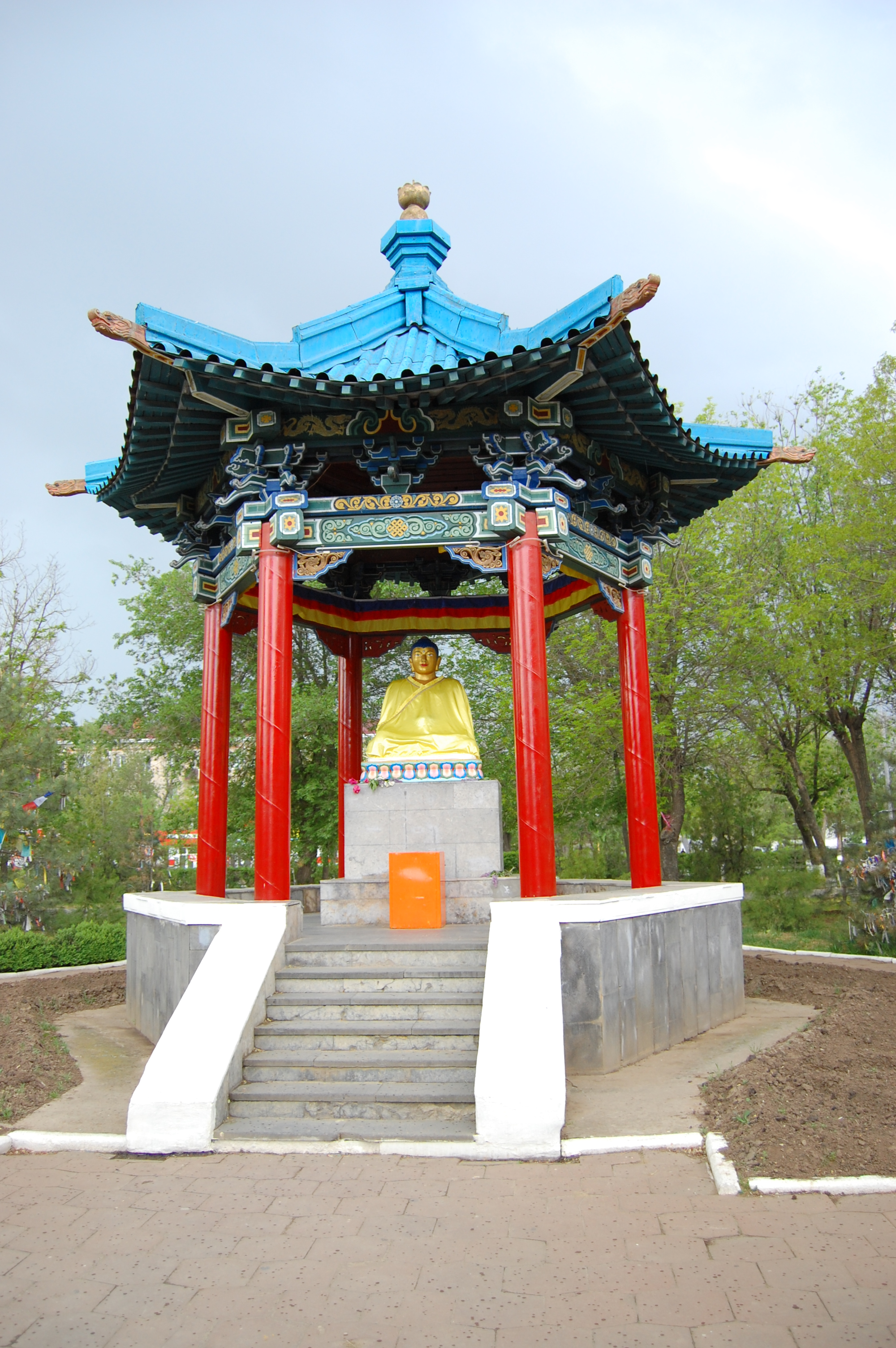
Statue de Bouddha dans le centre d’Elista.
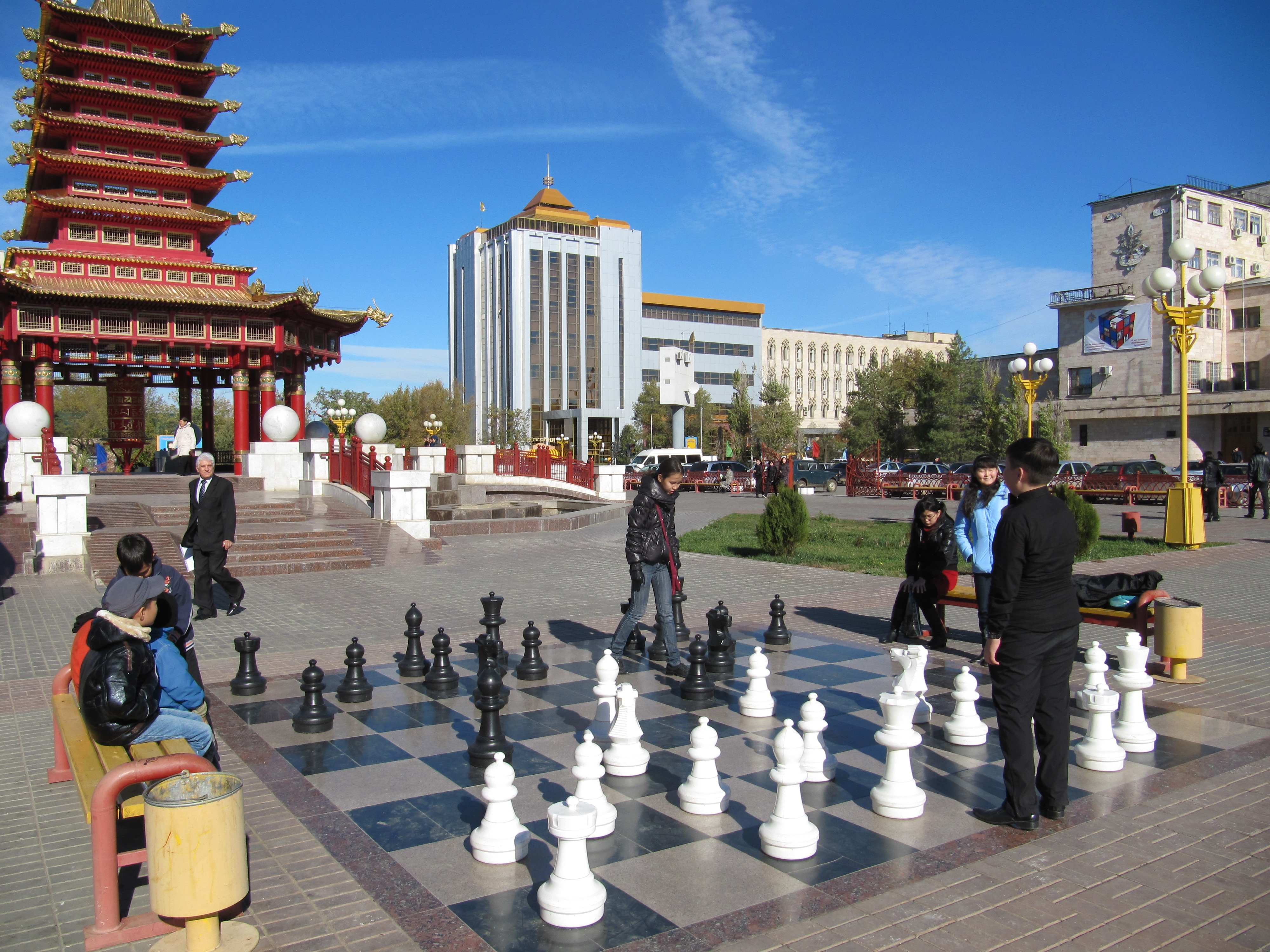
Une partie d'échecs en plein air.

Le 14e dalaï-lama, Tenzin Gyatso, a visité la Kalmoukie en 1991, 1992 et 2004, notamment pour bénir le monastère bouddhiste d'Élista, dont la construction se déroula dans l’intervalle de ses visites et s'acheva en 1996.

## Population
Recensements ou estimations de la population
| 1897* | 1931  | 1939*  | 1959*  | 1970*  | 1979*  |
| ----- | ----- | ------ | ------ | ------ | ------ |
| 1 200 | 7 300 | 17 128 | 23 171 | 49 827 | 70 282 |

| 1989*  | 2002*   | 2010*   | 2012    | 2013    | 2014    |
| ------ | ------- | ------- | ------- | ------- | ------- |
| 89 695 | 104 254 | 103 749 | 104 125 | 104 238 | 104 017 |

| 2015    | 2016    | 2017    | 2018    | 2019    | 2020    |
| ------- | ------- | ------- | ------- | ------- | ------- |
| 104 387 | 104 005 | 103 899 | 103 132 | 102 618 | 103 122 |

## Religion
La majorité de la population se partage entre l'orthodoxie et le bouddhisme. Il existe aussi une petite paroisse catholique placée sous le vocable de saint François.

## Climat
Élista bénéficie d'un climat continental caractérisé par d'importants contrastes saisonniers de température. Les hivers sont rigoureux avec des minimales de l'ordre de −9 °C et les étés chauds avec des maximales de l'ordre de 30 °C. L'été est la période de l'année qui reçoit le plus de précipitations avec un pic de 50 mm pour le mois de juin. Cependant le cumul annuel des précipitations est faible avec un total de seulement 349 mm et la ville est située sur la bordure ouest de la steppe kalmouk.
| Mois                                        | jan.      | fév.      | mars       | avril      | mai       | juin      | jui.      | août      | sep.      | oct.       | nov.       | déc.       | année     |
| ------------------------------------------- | --------- | --------- | ---------- | ---------- | --------- | --------- | --------- | --------- | --------- | ---------- | ---------- | ---------- | --------- |
| Température minimale moyenne (°C)           | −6,3      | −6,1      | −1,2       | 5,3        | 11,5      | 16,5      | 19,1      | 18,1      | 12,1      | 6,2        | −0,4       | −4,6       | 5,9       |
| Température moyenne (°C)                    | −3,9      | −3,3      | 2,4        | 10,2       | 17        | 22,5      | 25,4      | 24,5      | 17,6      | 10,3       | 2,3        | −2,3       | 10,2      |
| Température maximale moyenne (°C)           | −1,1      | 0,2       | 7,3        | 16,1       | 23,2      | 29,1      | 32,2      | 31,4      | 24,1      | 15,5       | 5,8        | 0,6        | 15,4      |
| Record de froid (°C) date du record         | −34 1935  | −32 1929  | −27,2 1932 | −11,2 1931 | −1,3 1940 | 3,3 1967  | 7,8 1973  | 4,6 1932  | −3,2 1973 | −14,7 1976 | −27,7 1931 | −30,2 1929 | −34 1935  |
| Record de chaleur (°C) date du record       | 14,5 2007 | 17,6 1990 | 22,6 2001  | 32,1 1970  | 37,2 2007 | 39,8 2012 | 43,3 2011 | 42,9 1940 | 38,7 2010 | 32,7 1999  | 23,5 1932  | 18,1 1961  | 43,3 2011 |
| Ensoleillement (h)                          | 71        | 88        | 131        | 201        | 277       | 300       | 326       | 299       | 237       | 167        | 71         | 42         | 2 210     |
| Précipitations (mm)                         | 25        | 22        | 32         | 31         | 48        | 41        | 37        | 24        | 34        | 35         | 30         | 31         | 390       |
| Record de pluie en 24 h (mm) date du record | 47 1937   | 26 1937   | 31 1998    | 50 1932    | 57 1989   | 63 2002   | 57 2019   | 58 1945   | 71 1974   | 40 2003    | 27 1943    | 31 1937    | 71 1974   |
| Nombre de jours avec précipitations         | 6         | 5         | 5          | 4          | 5         | 6         | 5         | 4         | 4         | 4          | 6          | 8          | 62        |

| Diagramme climatique                                  |           |           |           |            |            |            |            |            |           |           |           |
| J                                                     | F         | M         | A         | M          | J          | J          | A          | S          | O         | N         | D         |
| −1,1−6,325                                            | 0,2−6,122 | 7,3−1,232 | 16,15,331 | 23,211,548 | 29,116,541 | 32,219,137 | 31,418,124 | 24,112,134 | 15,56,235 | 5,8−0,430 | 0,6−4,631 |
| Moyennes : • Temp. maxi et mini °C • Précipitation mm |           |           |           |            |            |            |            |            |           |           |           |

## Santé
Le nom de la ville est tragiquement associé à une vague de contamination par le VIH survenu en 1988 et concernant en fait plusieurs villes de Russie du sud. Cet événement, qui a affecté centaines d'enfants, a provoqué un scandale national et contribué à la prise de conscience du fait que l'Union soviétique pouvait également être touchée par le sida.

## Sport
La ville abrite le club de football de l'Ouralan Elista, qui a notamment évolué en première division russe entre 1998 et 2000 puis entre 2002 et 2003.

## Personnalités liées à la ville
- Harti Kanoukov (1883-1933), politicien, militaire, révolutionnaire, journaliste, traducteur et écrivain russe y est mort.
- Alekseï Orlov (1961-), homme politique russe.
- Kirsan Ilioumjinov (1962-), président de la Kalmoukie.
- Larissa Youdina (1945-1998), journaliste assassinée.
- Lioudmila Bodnieva (1978-), joueuse de handball russe.
- Baïra Kovanova (1987-), joueuse d'échecs russe.
- Iana Tcherednikova (1990-), joueuse de volley-ball russe.
- Sanan Siouguirov (1993-), joueur d'échecs russe.
- Alina Makarenko (1995-), gymnaste rythmique russe.